# Chronické chřadnutí jelenovitých

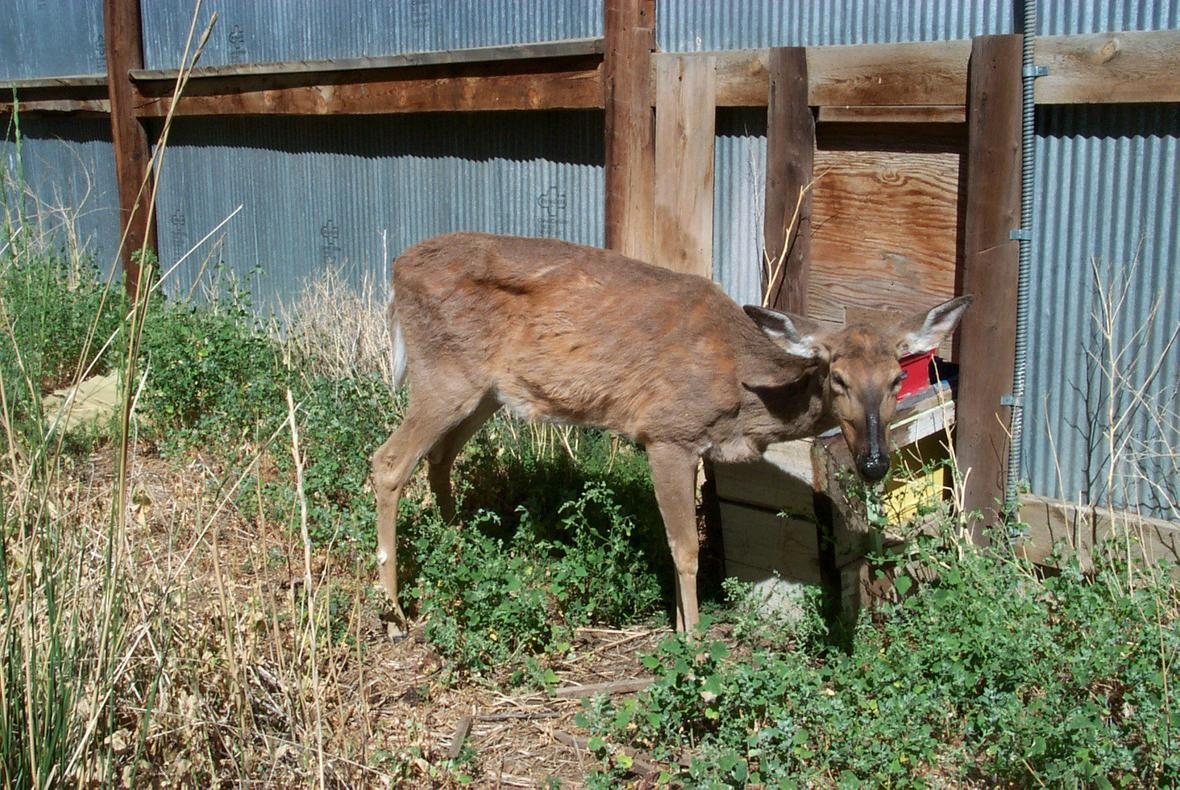
Jelenovitý s viditelnými příznaky chronického chřadnutí (CWD)

Chronic wasting disease (CWD), v české literatuře pojímaná jako chronické chřadnutí jelenovitých, chronické chřadnutí jelenů nebo doslovným překladem nemoc chronického vyčerpání, je onemocnění postihující jelenovité převážně v Severní Americe. Choroba se řadí do transmisivních spongiformních encefalopatií (TSE), skupina nemocí, která zahrnuje podobné choroby jako u skotu bovinní spongiformní encefalopatii (BSE, lidově nemoc šílených krav), u lidí Creutzfeldt-Jakobova choroba (CJD) a klusavka u ovcí. Ve Spojených státech CWD postihuje jelence ušaté, jelence běloocasé, jeleny lesní, jeleny sika, wapity, karibu a losy. Infekce způsobující CWD postihuje členy rodiny jelenovitých. Experimentálně byl prokázán přenos CWD na jiné druhy, jako jsou kotulové a geneticky modifikované myši.
V roce 1967 bylo CWD poprvé identifikováno u jelenů ve vládním výzkumném zařízení v severním Coloradu ve Spojených státech.  Původně bylo rozpoznáno jako klinický syndrom „chřadnutí“ a poté v roce 1978 bylo konkrétněji identifikováno jako onemocnění TSE. Od té doby bylo CWD nalezeno ve volně se pohybujících populacích zvířat a zvířat v zajetí ve 30 státech USA a čtyřech kanadských provinciích. Kromě toho bylo CWD nalezeno na jedné farmě jelenů v Minnesotě, v jednom stádu divokých sobů v Norsku (březen 2016) a také u divokých losů. Jednotlivé případy CWD u losů byly nalezeny ve Finsku (březen 2018) a ve Švédsku (březen a květen 2019, září 2020). CWD bylo nalezeno i v Jižní Koreji u některých jelenů dovezených z Kanady. CWD se vyznačuje chronickým úbytkem hmotnosti a klinickými příznaky kompatibilními s mozkovými lézemi, které se časem zhoršují a vždy vedou ke smrti. Není znám žádný vztah mezi CWD a jinými TSE zvířat nebo lidí.
Ačkoli se v tisku objevily zprávy o tom, že lidé byli postiženi CWD, roku 2004 studie Centra pro kontrolu a prevenci nemocí (CDC) prohlásila, že „je zapotřebí více epidemiologických a laboratorních studií ke sledování možnosti přenosu takového onemocnění. Epidemiologická studie dále dospěla k závěru, že „jako preventivní opatření by se lovci měli vyvarovat konzumace tkání jelenů a losů o kterých je známo, že obsahují původce CWD (např. mozek, mícha, oči, slezina, mandle, lymfatické uzliny) z oblastí, kde bylo CWD identifikováno“.

## Historie
Chronické chřadnutí jelenovitých bylo poprvé objeveno americkou veterinářkou divoké zvěře Beth S. Williamsovou, když provedla pitvy na jelenech a losech, kteří zahynuli kvůli neznámému syndromu. Právě ona poznala, že mozková léze u těchto jedinců byla v souladu s přenosnou spongiformní encefalopatií (TSE). V roce 1978 ona a neuropatolog Stuart Young spolu sepsali první vědecký článek, který se zabýval danou nemocí a popsali ji jako TSE.
V únoru roku 2003 Středisko pro kontrolu a prevenci nemocí publikovalo zprávu o "Fatálním degenerativním neurologickém onemocnění u mužů, kteří se účastnili hodů divoké zvěře - ve Wisconsinu v roce 2002". V závěru tam bylo, že "Ačkoli nebyla nalezena žádná souvislost mezi (zvířecí) CWD a (hodovníky ve Wisconsinu, kteří náhodou měli) CJD, pokračující sledování obou nemocí zůstává důležité pro posouzení možného rizika přenosu CWD na člověka." V září roku 2003 John Hoey poukázal na to, že jeden z těch tří pacientů (ten kterému bylo 55 let) "přišel s tím, že 3 měsíce má problém se psaním a nestabilitou chůze, následované demencí, abnormalitou řeči a myoklonickými záškuby. 3 měsíce poté při pitvě patologická prohlídka mozku odhalila rozsáhlé subkortikální spongiformní léze odpovídající CJD.
Od roku 2013 Patrice Klein CWD program manažer v USDA/APHIS odmítl takzvané neprůkazné nálezy Johna Hoeyho a uvedl, že nebyly nalezeny důkazy o přenosu na člověka z jelenů, ani z konzumace zvířat z rodiny jelenovitých. Ale obě tvrzení zůstávají předmětem výzkumu a dohledu veřejného zdraví.

## Klinický obraz
Chronické chřadnutí se nejčastěji objevuje v dospělých zvířatech. Po prvotním vystavení nemoci, infikovaný jedinec začne projevovat příznaky v dalších 18–24 měsících. Nemoc je progresivní a vždy smrtelná, především se projevuje ztrátou váhy, změnou chování – ztráta potřeby sociálního kontaktu a strachu z lidí. Nadále ataxie, pokles hlavy, opakovaný pohyb po jedné trase, škodlivé zvyky. Může se objevit nervozita, podrážděnost, slinění zvířete, vyšší potřeba pití a močení, změny v příjmu potravy.

## Příčina onemocnění
Jako ostatní onemocnění ze skupiny transmisivních spongiformních encefalopatií, je i CWD charakterizována přítomností patologicky složeného prionového proteinu (PrP) v centrální nervové soustavě. Správně složený protein (buněčný prionový protein, PrPC) se vyskytuje i u zdravých jedinců, avšak setká-li se s složeným proteinem PrPCWD, může jeho složení přejmout. Rozvíjí se postupná neurodegenerace. Co vyvolává vznik prvního patologicky složeného proteinu, není vždy přesně známo. Obecně se u prionových chorob přijímá teorie předpokládající přenos alimentární cestou při konzumaci nervové tkáně nakaženého jedince a familiární forma onemocnění – tedy dědění onemocnění v rodině. Většinu případů (u lidí, avšak u jelenovitých jako býložravců obzvlášť) je však označována jako sporadická, což znamená, že příčinu neznáme. V experimentech se ukázala možná role bakteriální nákazy.

## Epidemiologie
Výskyt CWD byl popsán pouze v Severní Americe, v některých státech na severozápadě USA. Přenos je pravděpodobně zprostředkován slinami, ulpívajícími na trávě, kterou pak spásají další. Zda nehrozí přenos infekce na člověka, není zcela jisté. Proto se doporučuje vyhnout se v endemických oblastech (tedy v Severní Americe) konzumaci tkání jelenovitých, které by u nakaženého zvířete mohly obsahovat infekční priony – mozku, míše, očím, slezině a lymfatickým uzlinám.[zdroj?] Dovoz jelenovitých ze Severní Ameriky do Evropy je limitován opatřeními, vyplývajícími ze snahy zabránit rozšíření nákazy.